# Церква Покрови Пресвятої Богородиці (Борислав)
Церква Покрови Пресвятої Богородиці — колишній філіальний римо-католицький храм Пресвятого Короля Ісуса Христа. Збудований і освячений в 1934 р. Архітектор Ян Семкович. Місце під будову костела подарувала родина Лінденбаумів. Діяв до 1946 року. 20 серпня 1991 р. цю будівлю передано Українській Православній церкві Московського Патріархату під храм Покрови Святої Богородиці. Іконостас в церкві виготовлено за зразком іконостасу Флорійського жіночого монастиря і встановлено у жовтні 2000 р.
8 квітня 2023 року парафія перейшла до Православної церкви України.

## Історія
Завдяки швидкому росту видобутку нафти у І половині ХІХ століття його 20.05.1930р. об'єднали з Тустановичами разом з присілками Волянка і Попелі, а також з Губичами, Мражницею і Банею Котовською в одне поселення, яке 26.07.1933р. отримало міські права. До 1885 року місцеві римо-католики, які належали до парафії у Дрогобичі, не мали власної святині.
У 1934 році у Мражниці було збудовано і освячено мурований філіальний костел, який за проектом архітектора Яна Семковича на подарованій родиною Ліденбаумів земельні ділянці споруджували з 20-х років. У 1939-1990 роках святиня перебувала закритою, а 1991 року стала православною церквою св. Покрови Московського патріархату (костел було частково перебудовано). Після 1991 року римо-католики Борислава спочатку користувались спорудженою ними тимчасовою дерев'яною каплицею, яка згоріла 2005 року. Наступного року поруч із згорілою каплицею розпочали будівництво мурованого костелу.